# King George Island

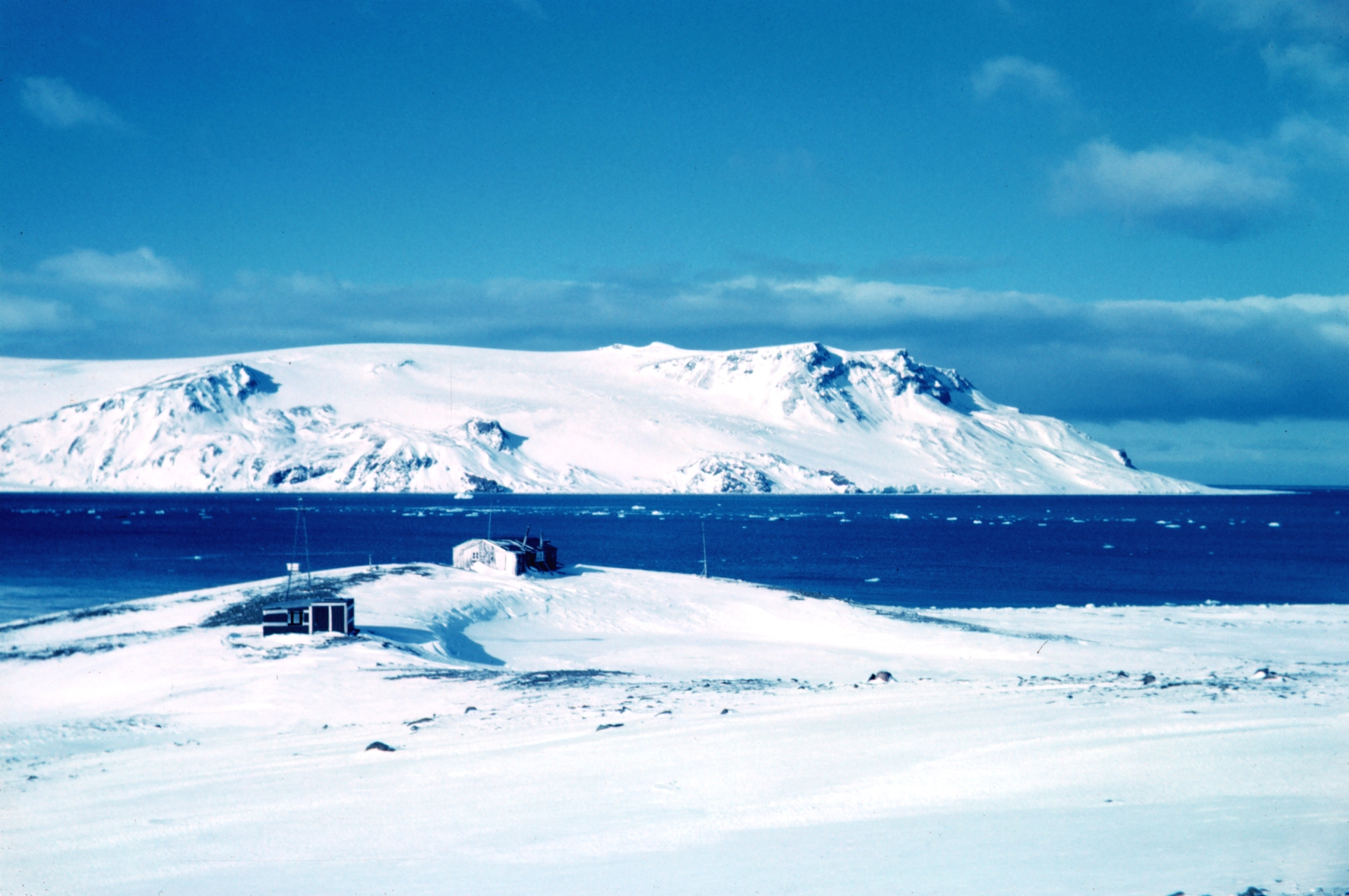
Utsikt över Admiralty Bay

King George Island (Argentina: Isla 25 de Mayo, Chile: Isla Rey Jorge, Ryska ibland Ватерлоо, Waterloo) är den största ön i ögruppen Sydshetlandsöarna, belägen 120 km från Antarktis kust i Antarktiska oceanen. Ön är uppkallad efter Georg III av Storbritannien. Argentina kallar dock ön Isla 25 de Mayo,  efter sin nationaldag 25 maj, och på ryska kallas ön ibland Waterloo. Tre länder gör ensidigt anspråk på ön: Storbritannien, Chile och Argentina.

## Historia
William Smith upptäckte ön 16 oktober 1819, och gjorde anspråk på den för Storbritanniens räkning. Hans landstigning vid Esther Harbor på öns nordspets var den första landstigningen i Antarktis överhuvudtaget. Tillsammans med Edward Bransfield återvände han något senare till ön, och landade 22 januari 1820 i King George Bay i södra änden av ön. Härigenom fick ön sitt namn till Kung Georgs III ära. Bransfield och Smith skapade under den följande tiden en första, grov karta över ön.
25 december 1820 led det brittiska valfångsfartyget Lady Troubridge skeppsbrott vid ön. Under väntan på undsättning färdigställde dess kapten Richard Sherratt en ny karta över ön. 1821 kom den ryska expeditionen under ledning av Fabian von Bellingshausen och Michail Lazarev till ön, och gav den namnet Waterloo. Samma år tvingades elva valfångare från skeppet Lord Melville  övervintra i Esther Harbor, och detta blev den första övervintringen i Antarktis. Under 1876 och 1877 tvingades manskapet på det amerikanska valfångstfartyget Florence övervintra, och endast en man, som 1877 blev undsatt av skeppet Francis Allyn, överlevde.
I mars 1874 besöktes ön av Eduard Dallmann, i december 1909 av Jean-Baptiste Charcot. De första mer exakta kartorna skapades på 1930-talet av manskapet på RRS Discovery II.
Den första mer permanenta forskningsstationen uppfördes av Storbritannien 1946–1947. 1953 byggde Argentina Jubany-stationen, och sedan har många andra länder upprättat forskningsstationer på ön.

## Geografi och klimat
King George Island ligger cirka 120 kilometer från det antarktistka fastlandet. Ön är 95 km lång, upp till 25 km bred, och når med Rose Peak en höjd av 655 m ö.h. I södra delen av ön finns tre stora vikar: King George Bay, Admiralty Bay och Maxwell Bay. Över 90 procent av öns yta är täckt av glaciärer. Trots detta är klimatet relativt milt och djurlivet rikt.

## Forskningsstationer
Eftersom ön är relativt lätt att nå, har många nationer upprättat forskningsstationer på den, vilket lett till att den ibland kallas Antarktis inofficiella huvudstad. Utöver de permanenta (dvs. året om bebodda) stationerna nedan, har Nederländerna, Ecuador, Tyskland, Peru och USA sommarbaser på ön.
På Fildes-halvön (Maxwell Bay) finns: 
- Bellingshausenstationen (Ryssland,1968)
- Artigas (Uruguay, 1984)
- Great Wall (Kina, 1985)
- Professor Julio Escudero (Chile, 1994)
- Eduardo Frei (Chile, 1969)

På Potterhalvön (Maxwell Bay): 
- Jubany (Argentina, 1982)

Vid Amiralty Bay:
- Comandante Ferraz (Brasilien, 1984)
- Arctowski (Polen, 1977)

På Bartonhalvön:
- King Sejong (Sydkorea 1988)